# شهرستان آمل
شهرستان آمل در مرکز استان مازندران قرار دارد و از شمال با شهرستان محمودآباد، از شمال شرق با شهرستان فریدون‌کنار، از شرق با شهرستان بابل، از غرب با شهرستان نور و از جنوب با استان تهران همسایه است. مرکز این شهرستان شهر آمل است.
این شهرستان با جمعیتی برابر با۴۰۱۶۳۹ نفر جمعیت (شهر آمل؛ ۲۷۱۲۶۹ نفر) و ۳۰۷۴٫۴ کیلومتر مربع مساحت دارای شش شهر آمل، رینه، گزنک، دابودشت، بابکان و امام‌زاده عبدالله و پنج بخش مرکزی، لاریجان، دابودشت، دشت سر و امامزاده عبدالله است.
شهر آمل واقع در جلگه مازندران و طرفین رود هراز با ارتفاع ۷۶ متر از سطح دریا در ۵۲ درجه و ۲۱ دقیقه طول شرقی و ۳۶ درجه و ۲۵ دقیقه عرض شمالی و در فاصله ۷۰ کیلومتری غرب ساری، مرکز استان، ۱۸ کیلومتری جنوب دریای مازندران و شش کیلومتری شمال دامنه کوه البرز و ۱۸۰ کیلومتری شمال شرقی تهران قرار دارد.

## تقسیمات کشوری
| محمودآباد نور فریدون کنار بابل تهران دابو دشت سر مرکزی امامزاده عبدالله لاریجان آمل |

۱ بخش مرکزی شهرستان آمل

- - دهستان پایین‌خیابان لیتکوه
  - دهستان هرازپی جنوبی
  - دهستان دشت‌سر سفلی
  - شهر: آمل

۲ بخش لاریجان

- - دهستان بالا لاریجان
  - دهستان لاریجان سفلی
  - شهرها: رینه و گزنک.

۳ بخش دابودشت

- - دهستان دابوی جنوبی
  - دهستان دابوی میانی
  - شهر: دابودشت

۴ بخش دشت‌سر

- - دهستان دشت‌سر غربی
  - دهستان دشت‌سر شرقی
  - شهر: بابکان

۵ بخش امامزاده عبدالله

- - دهستان بالاخیابان لیتکوه
  - دهستان چلاو
  - شهر: امام‌زاده عبدالله[۶]

## تاریخچه
شهرستان باستانی آمل که از واژه آمل که گونه پهلوی آن آموی (Amui) است، نصراله هومند در جزوه آشنای مختصری با شهر آمل می‌نویسد: «تز میان همین اقوام مهاجر آریائی (آزادگان) مادها و آماردها شاخه‌ای دیگر با نام آموهائی برای به دست آوردن سرزمینی بزرگ و آباد از سرزمین اصلی خود مهاجرت نموده و در کناره رود هراز (هرهز) آرام یافتند. چنان‌که این قوم توانستند در کنار (ه) غربی همین رود شهری را بنا کنند و نام قبیله و قوم هود را بر آن شهر بنهند. با گذشت زمان به گونه‌های: آموری، آمو، آمل بدل شد.» 
| نقشه استان مازندران به تفکیک شهرستان دریای مازندران رامسر تنکابن عباس آباد کلاردشت چالوس نوشهر نور محمودآباد آمل فریدون کنار سیمرغ بابلسر بابل قائم‌شهر جویبار سوادکوه شمالی سوادکوه ساری میان دورود نکا بهشهر گلوگاه سمنان تهران البرز گیلان گلستان قزوین |

و سرانجام نتیجه می‌گیرد: «منظور از این همه اشارات و یادآوری‌ها این بود که «آموئی‌ها» مردمان اولیه سرزمین آمل و اطراف از سمت غرب به شرق مهاجرت نکردند بلکه از شرق دریای خزر به مازندران (تبرستان) مهاجرت نموده ساکن شدند و… واژه‌هایی مانند آمارد، آملد، امرته را نمی‌توان ریشه لغوی شهر آمل به حساب آورد در صورتی که با اندکی دقت و توجه می‌توان
(ریشه واژه آمل را به این‌گونه به دست آورد: آمل – آمو – آموی- آمویه.»)
باتوجه به اسناد تاریخی این شهر حداقل از دوره ساسانی تا دوره مغول پایتخت مازندران بوده‌و در سه سلسله پایتخت رسمی ایران بوده‌است علویان، مرعشیان، اشکانیان و در دوران اساطیری منوچهر و بهرام و فریدون نیز پایتخت ایران بوده‌است.
موقعیت استراتژیک شهر آمل و رودخانه هراز، توسعه بخش‌های کشاورزی، تجاری، صنعتی و گردشگری منطقه را در سالهای اخیر تسهیل نموده‌است. محصولات عمده کشاورزی آن، برنج، گل و گیاه، دانه‌های روغنی کلزا، سبزیجات و علوفه می‌باشد.

## جاذبه‌های تاریخی و طبیعی و گردشگری

### جاذبه‌های تاریخی
- آتشکده آمل
- خاستگاه فریدون
- ضحاک چال
- مشهد میر بزرگ
- شکل شاه
- برج و آرامگاه محمد بن محمود آملی و آتشکده
- مسجد جامع آمل
- آثار راه باستانی هراز
- قلعه ملک بهمن
- کاروانسرای کمبوج
- مسجد آقا عباس
- موزه تاریخ آمل
- پایین بازار شهر قدیم آمل
- مسجد امام حسن عسگری
- قلعه کهرود
- بازار قدیم آمل
- قلعه فرنگیس
- تکیه فیروزکلا
- پل فیروزکلا
- خانه‌های قدیمی در شهر قدیم
- قلعه دختر پلور
- کاروانسرای سنگی و کوهستانی پلور
- دخمه سنگی کافر کلی (غارهای باستانی آب‌اسک و پلمون)
- امامزاده عبدمناف
- امامزاده محمد قریشی
- امامزاده عباس شهنه‌کلا
- برج دیدبانی امیری
- پل معلق
- پل پلور به لار (پل سنگی)
- بقعه شمس طبرسی
- عمارت مقبره میربزرگ
- برج آرامگاهی میر حیدر آملی
- امامزاده ابراهیم
- مقبره امامزاده قاسم
- حرم امامزاده عبدالله
- آرامگاه ناصرالحق
- پل دوازده چشمه
- قلعه دوم شاهان‌دشت
- مسجد میرزا محمدعلی
- سقانفار فیروزکلا
- مقبره مولانا سید حسن ولی
- سقانفار و تکیه هندوکلا
- کاروانسرای کمبوج
- بقعه حاجی دلا (سلطان شهاب الدین)
- کاخ شهرداری و هتل شهرداری
- بقعه فخر و فضل و حاج علی کفشگر
- امامزاده جوانمرد حمزه
- برج هشتل
- امامزاده هاشم
- تپه تنگ سفید آب
- کاروانسرای کمبوج
- حمام شاه عباسی
- حمام میر صفی
- دخمه سنگی کافر کلی
- پل شاه عباسی
- برج بیامه سی شاهان‌دشت
- حمام اشرف السلطان
- آرامگاه خضر (قدمگاه خضر)
- سقانفار اورطه طشت
- مقبره درویش شیخ اسماعیل
- قلعه آرودشت لار
- قلعه ماهانه سر
- حسینیه مدنی
- تپه باستانی قلعه کش
- عمارت منوچهری
- عمارت شفاهی
- عمارت حاج علی ارباب
- تکایای طوایف آمل
- مسجد حاج علی کوچک

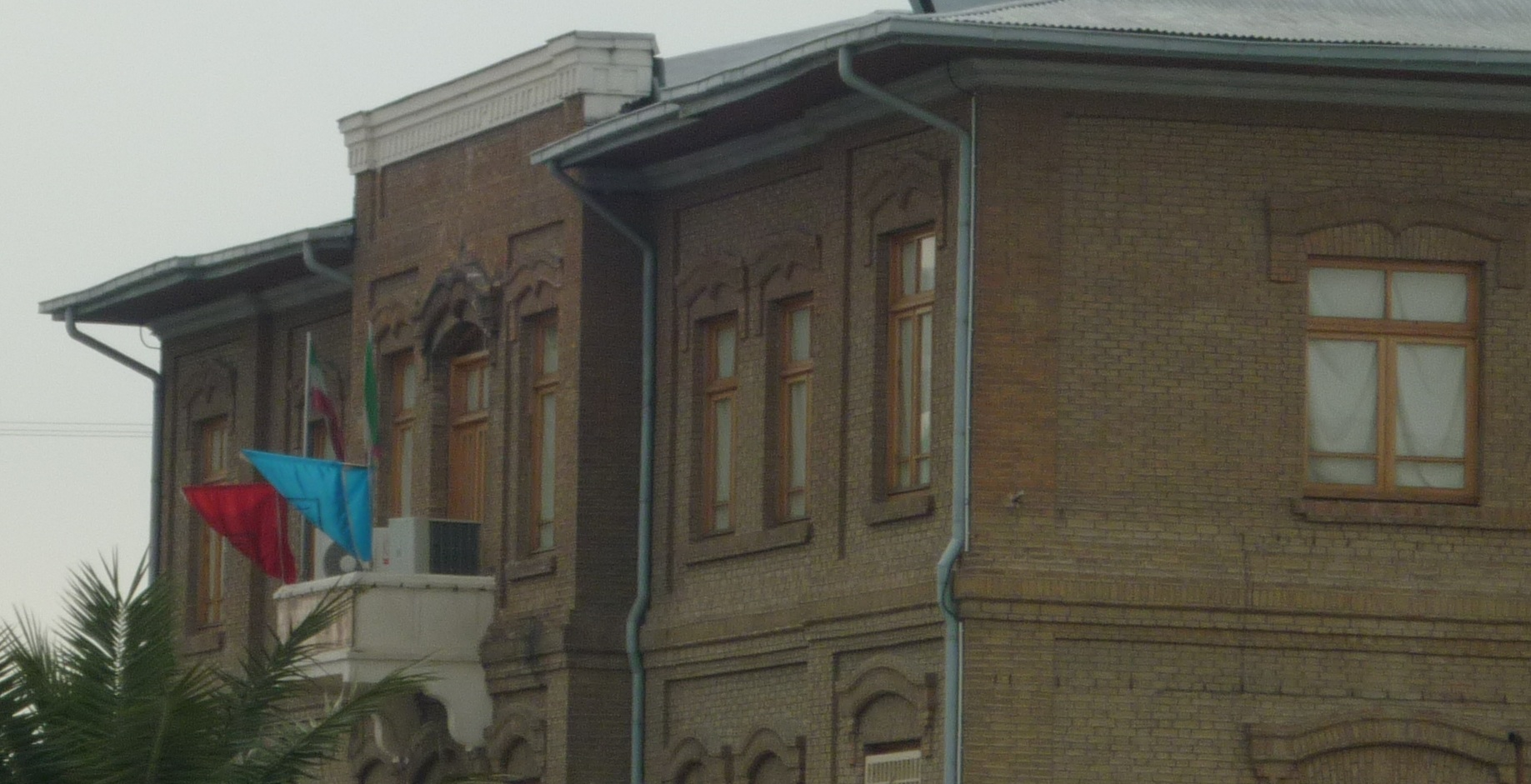
موزه تاریخ آمل
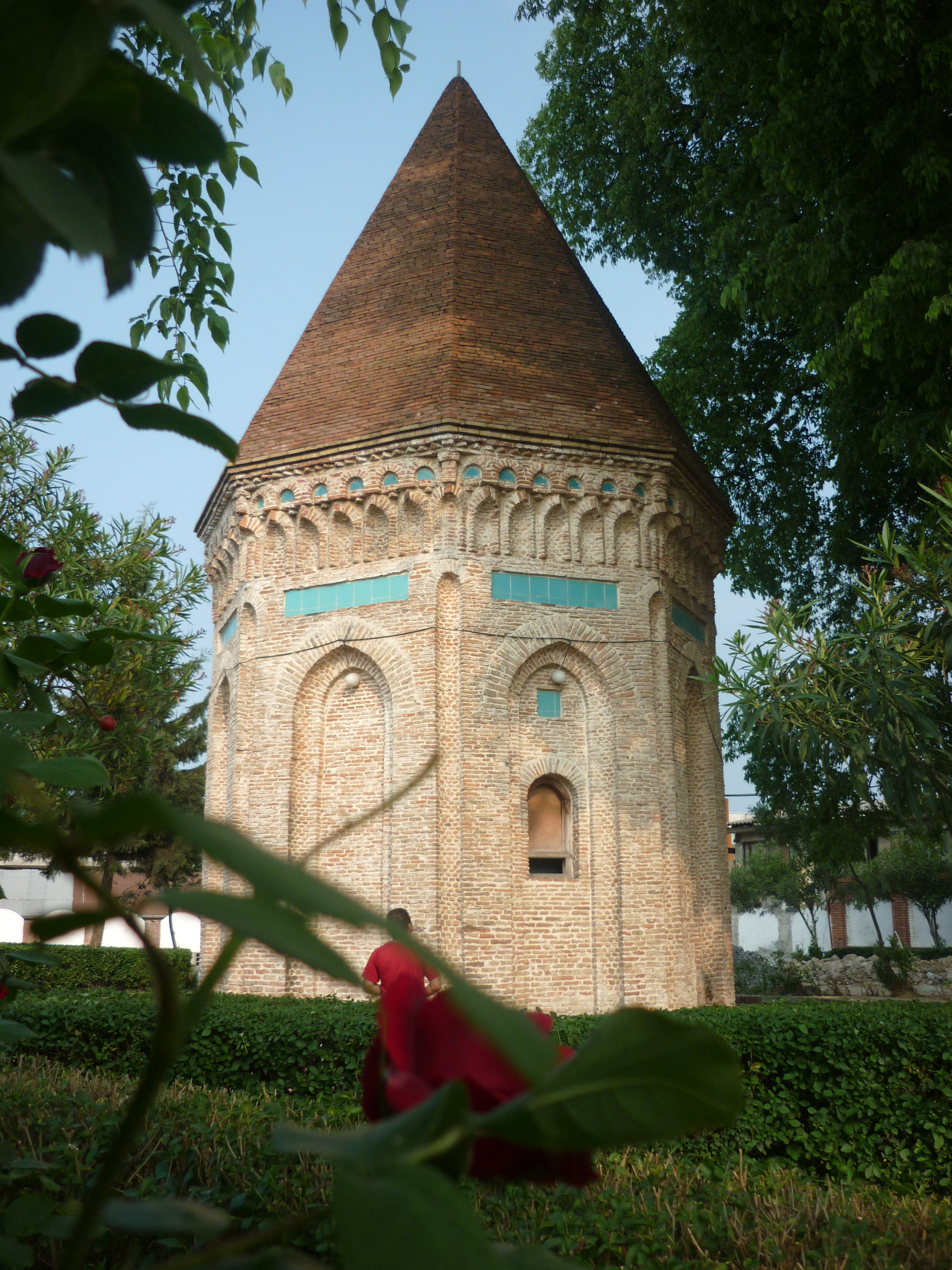
آرامگاه میر حیدر آملی
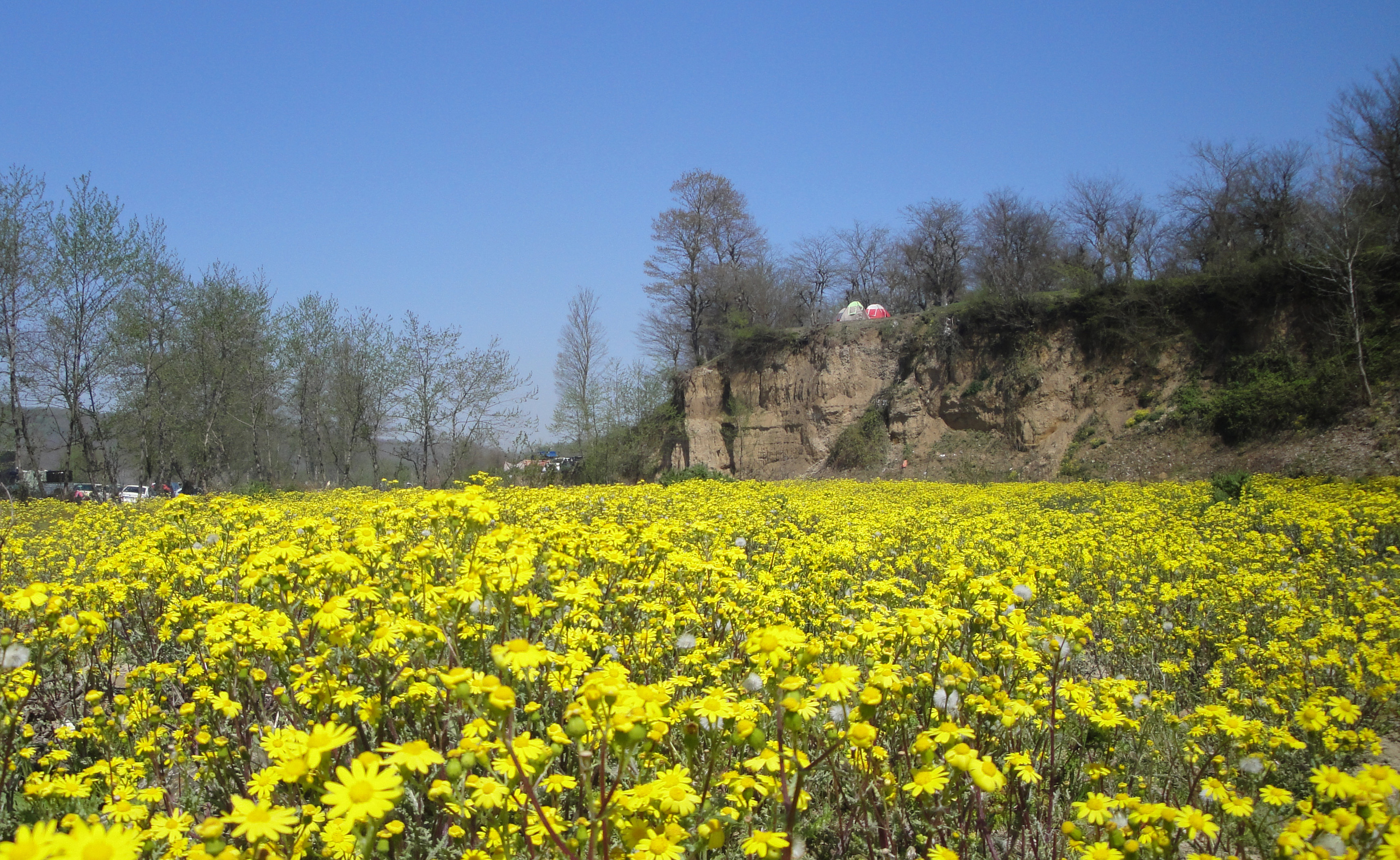
بلیران
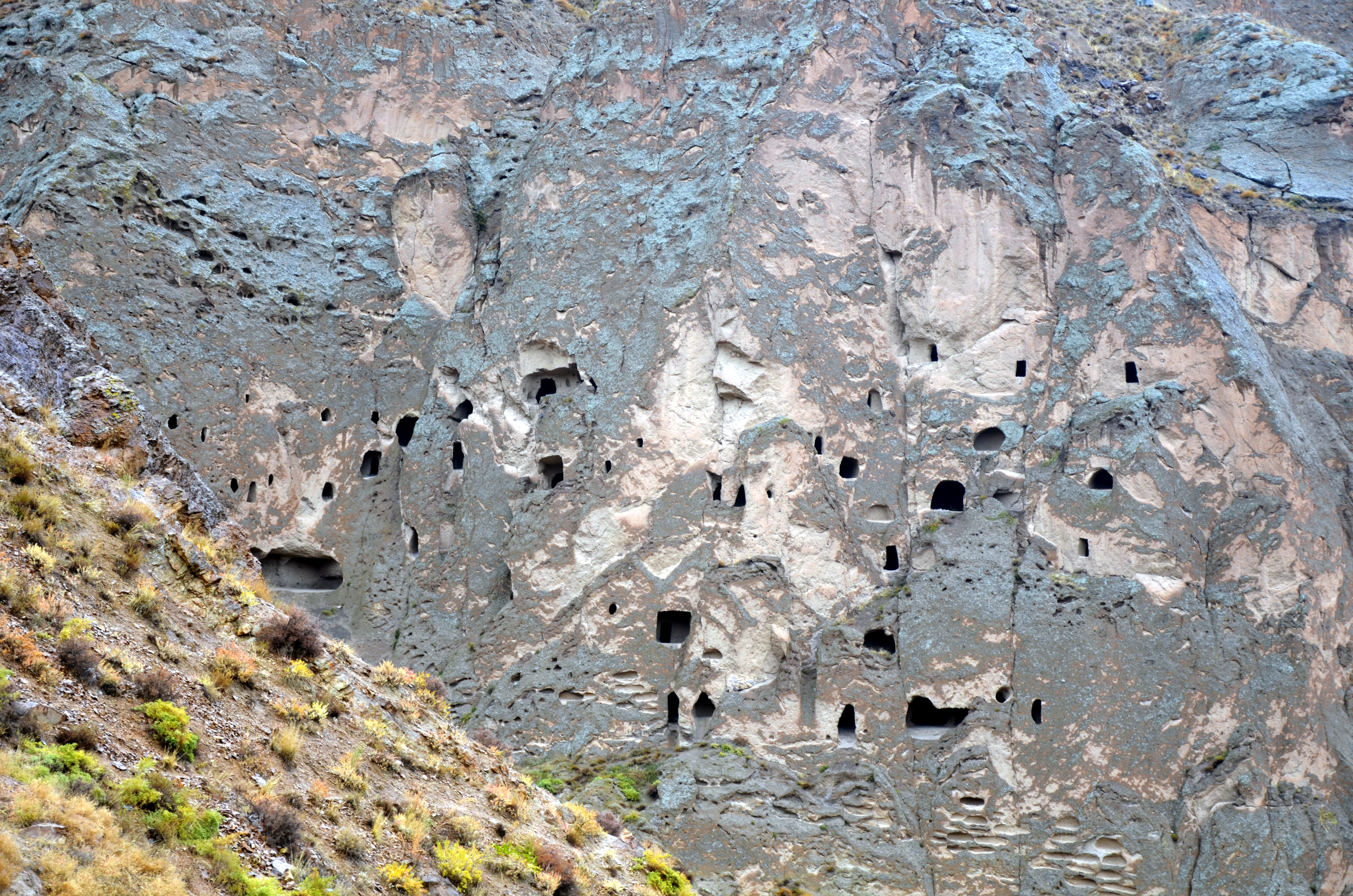
دخمه سنگی
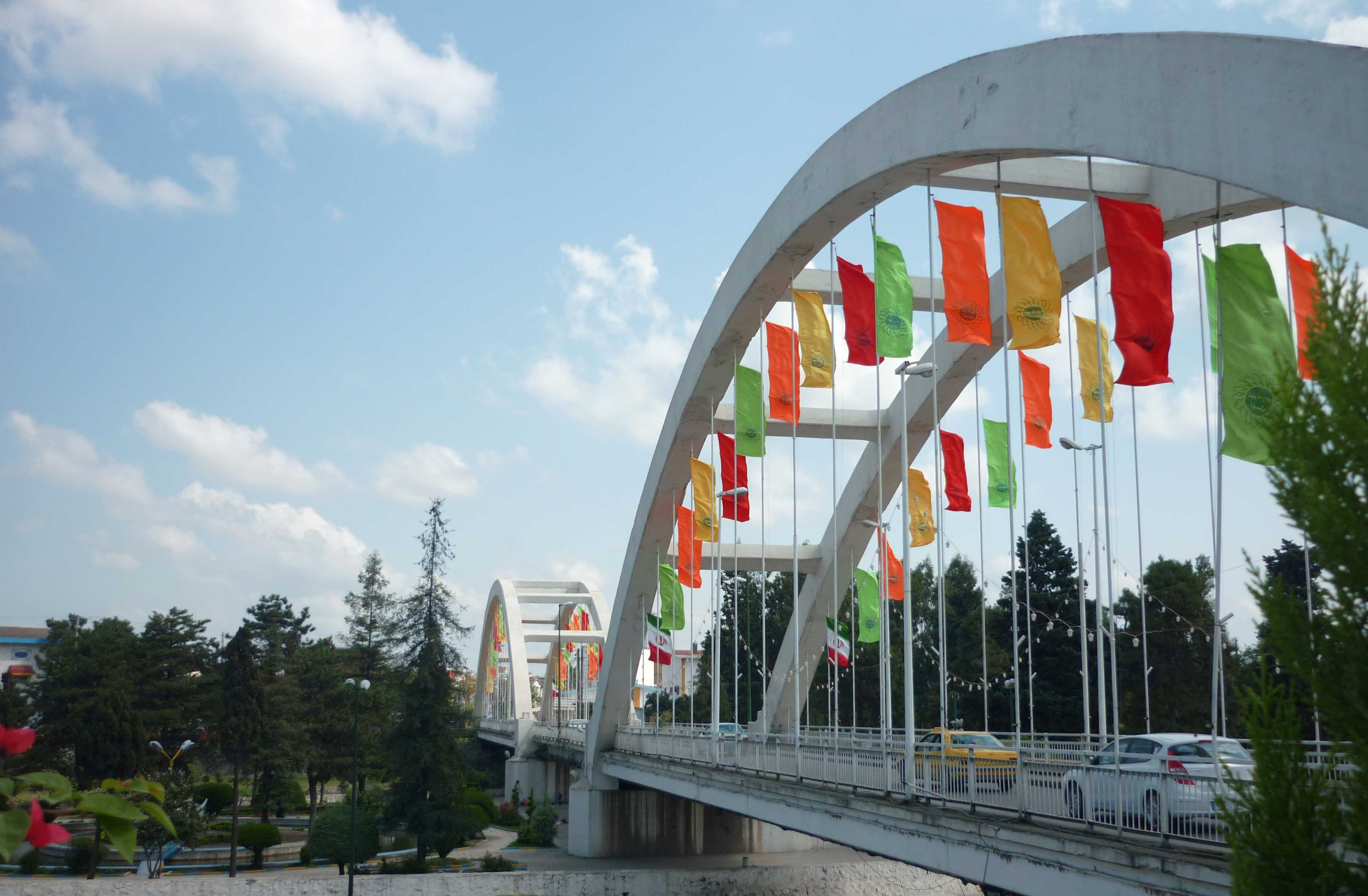
پل معلق
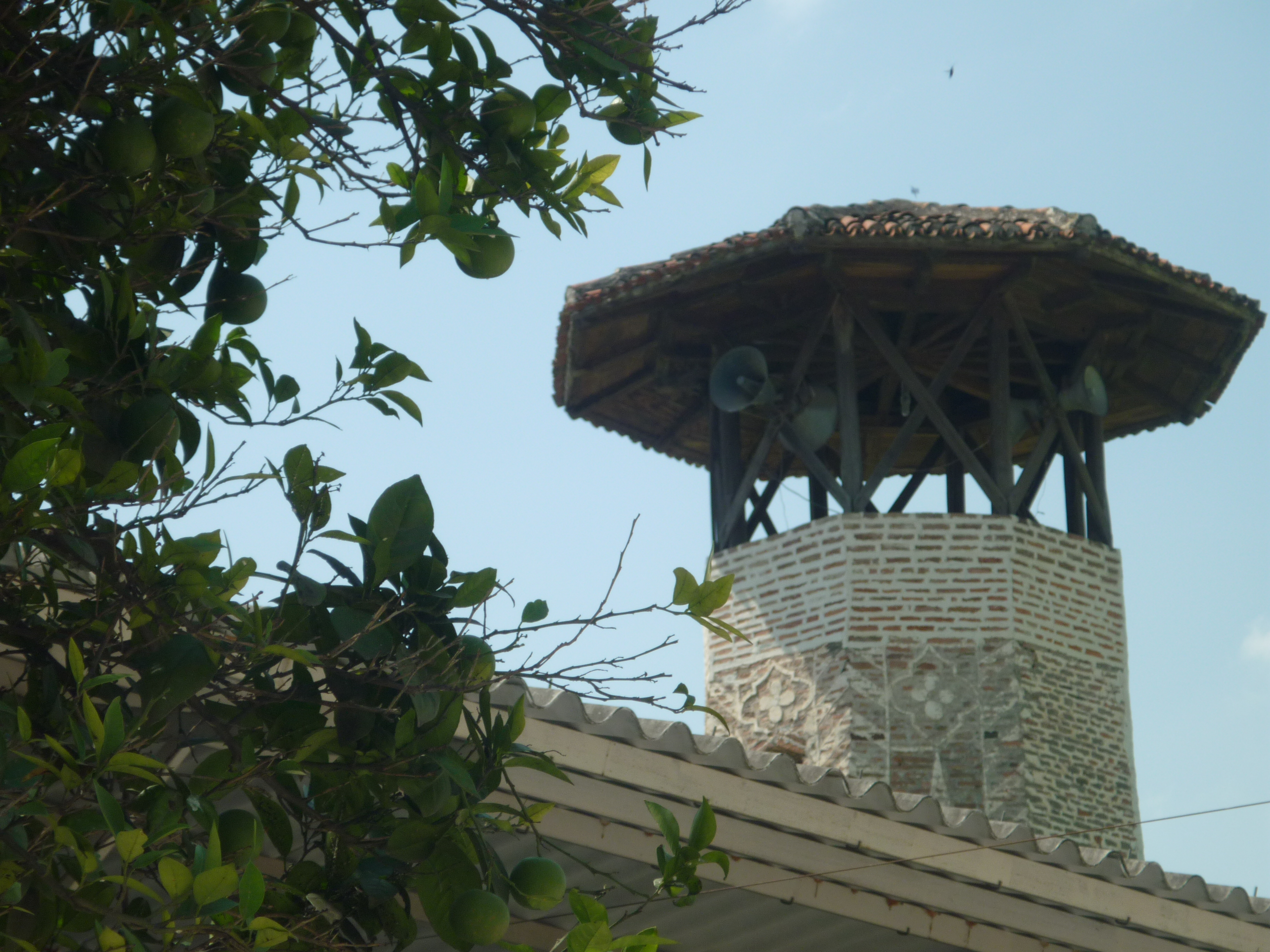
گلدسته مسجد امام حسن عسگری
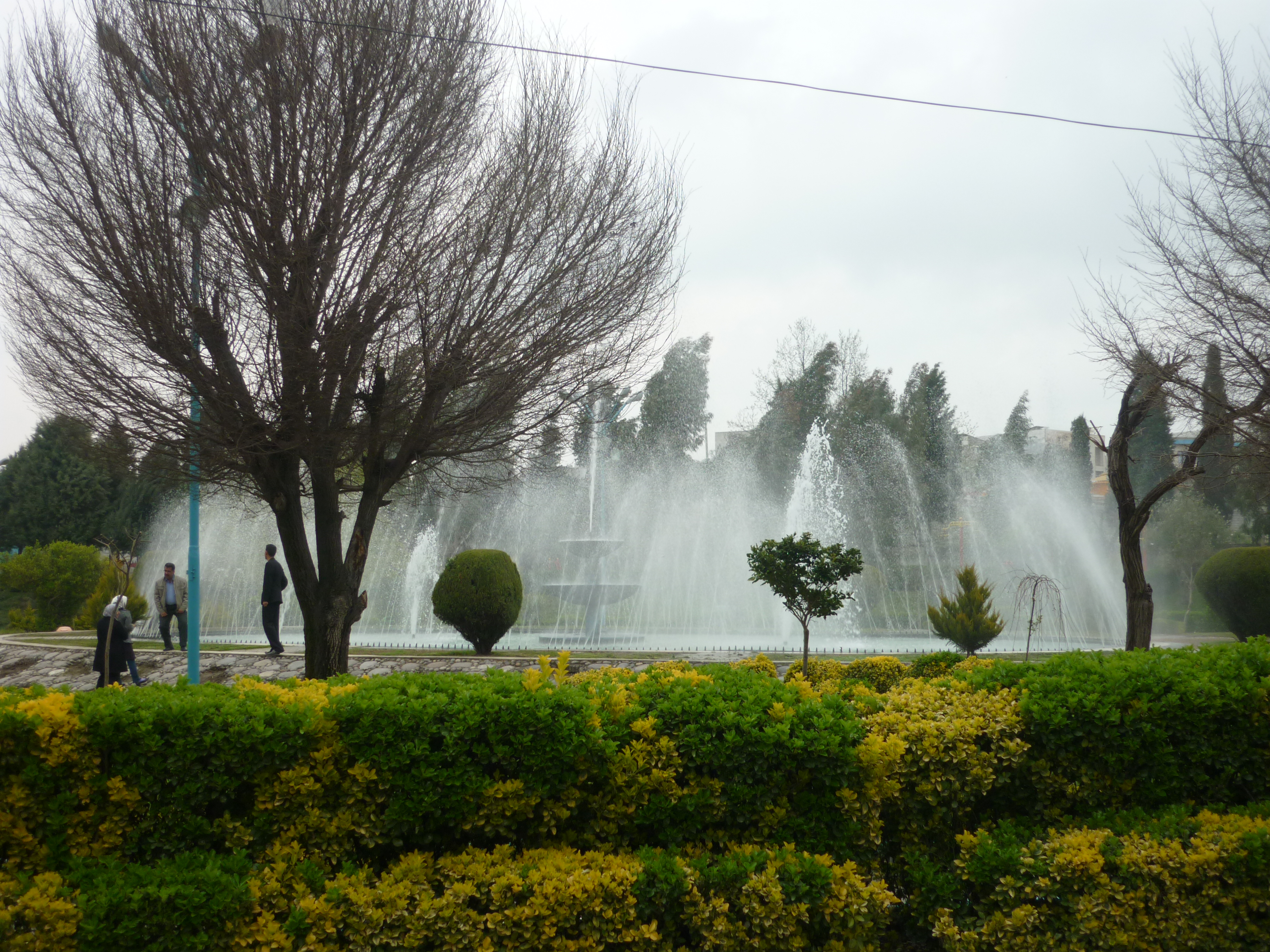
پارک دهکده طلایی

### جاذبه‌های طبیعی و گردشگری
- قلل و کوها

قله دماوند به عنوان بلندترین قله آتشفشانی آسیا در بخش لاریجان این شهرستان قرار دارد. از قلل و کوه‌های دیگر آن می‌توان به قله امیری، قله دوبرار، قله امامزاده قاسم، کوه قره‌داغ، سیاه‌کوه، کوه کلکچال، کوه دال کمر، پلالس، قله کاعون، آسمان کوه لار، کوه شیخ کر، کوه کرنا، کوه خرسنگ، دوکوهک، کوه کهرود، کوه‌های امیری و لاسم، کوه‌های خلنو، توچال و کلون بسته، آمل، کوه‌های لار، قله دوقلو و پاشوره و دره استله سر اشاره کرد.
- پارک ملی

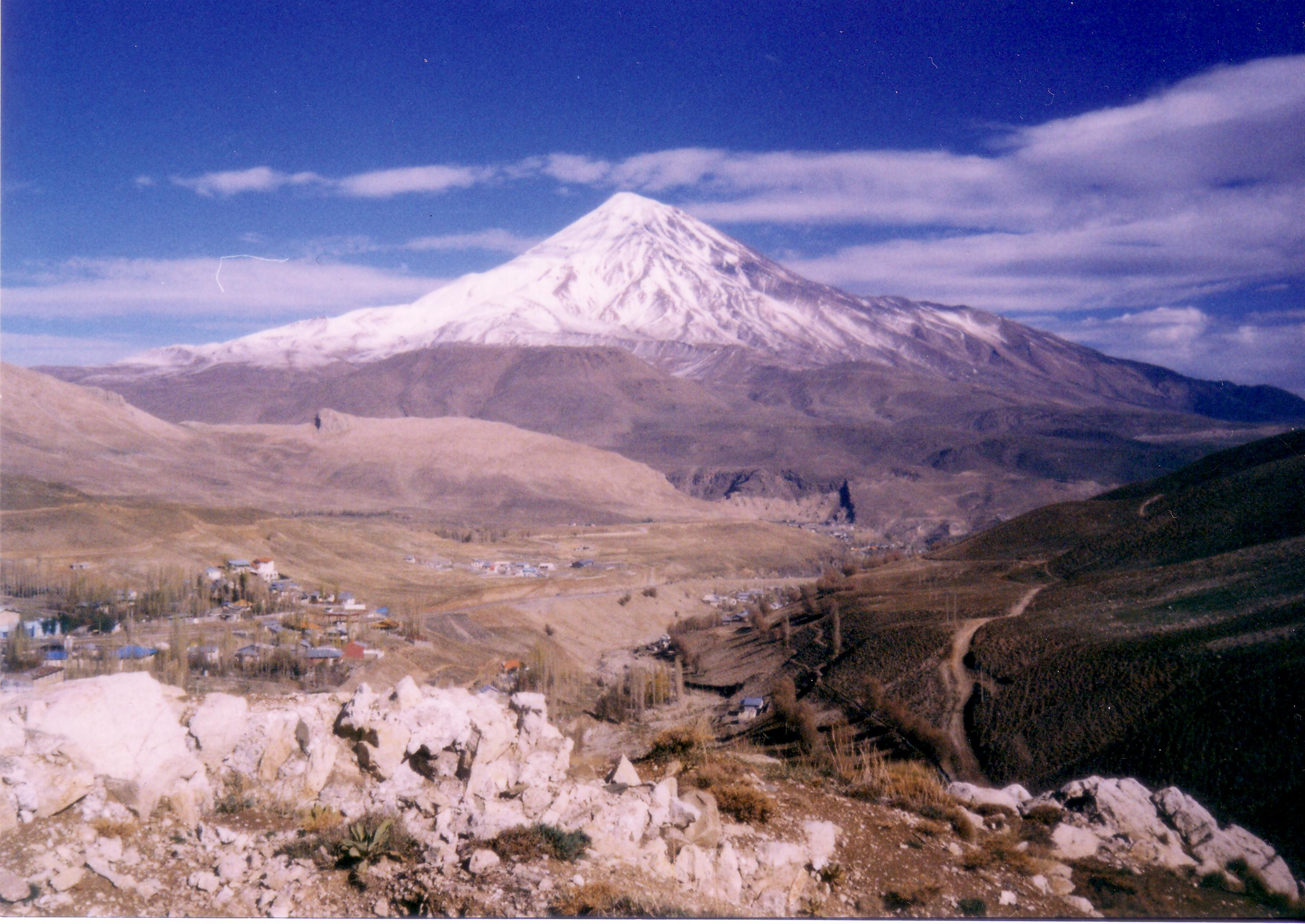
دماوند

پارک ملی لار یکی از مناطق حفاظت‌شده ایران است که بخشی از آن در شهرستان آمل قرار دارد.
- سدها
- سد لار و سد هراز سدهای ساخته شده در این شهرستان هستند.

- دریاچه‌ها

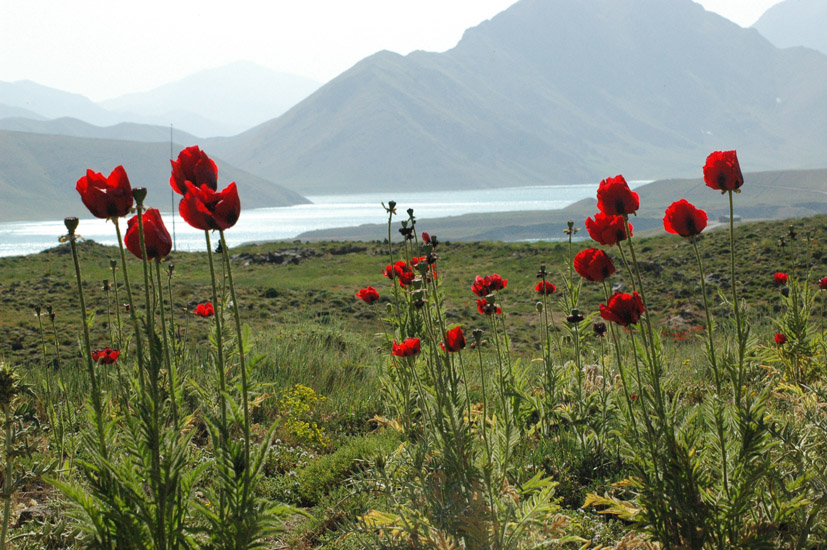
سد لار

دریاچه دوخواهران، دریاچه ساهون، دریاچه امامزاده علی از دریاچه‌های شهرستان آمل هستند.
- آبشارها

شهرستان آمل آبشارهای فراوانی دارد که آبشار دریوک، آبشار ترا، آبشار شاهان‌دشت، آبشار امیری، آبشار یخی، آبشار قلعه دختر، آبشار سنگ‌درکا، آبشار آب مراد و آبشار برز معروف ترین‌های آن هستند. آبشار آلامل، آبشار پرو مد، آبشار شیخ علی‌خان، آبشار دعیز، آبشار نمار و گنجه طلا، آبشار سرآسیاب و آبشار پردمه از دیگر آبشارهای آملند.
- جنگل

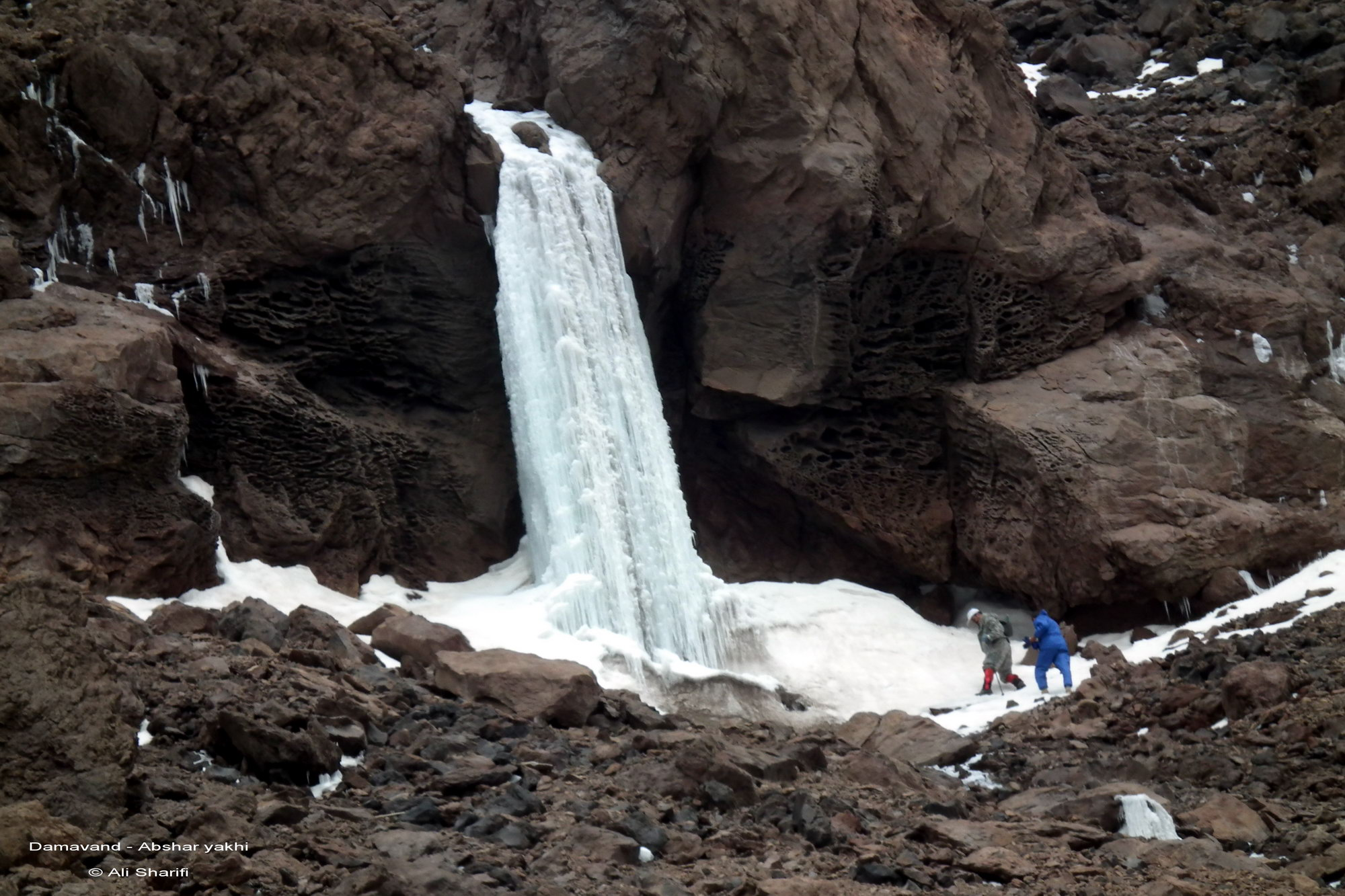
آبشار یخی

بخش زیادی از مساحت شهرستان آمل به علت قرارگرفتن در سواحل جنوبی دریای خزر و آب و هوای خاص منطقه جنگلی است. جنگل بلیران، پرن، الیمستان، هلومسر، پارک جنگلی میرزا کوچک‌خان، پارک جنگلی امامزاده عبدالله و جنگل زیارو معروف‌ترین بخشهای جنگلی آملند.
- رودها

رود هراز بزرگ‌ترین و معروف‌ترین رود شهرستان آمل است که آب زراعی کشاورزان آمل، فریدونکنار، بخشی از بابل و نور از این رودخانه تأمین می‌گردد. گرم رود، رود کم‌کلا، رود کرسنگ، رود پنجاب، رود لاسم و رود لاله زار ازجمله رودهای جاری در این شهرستانند.
- چشمه‌ها

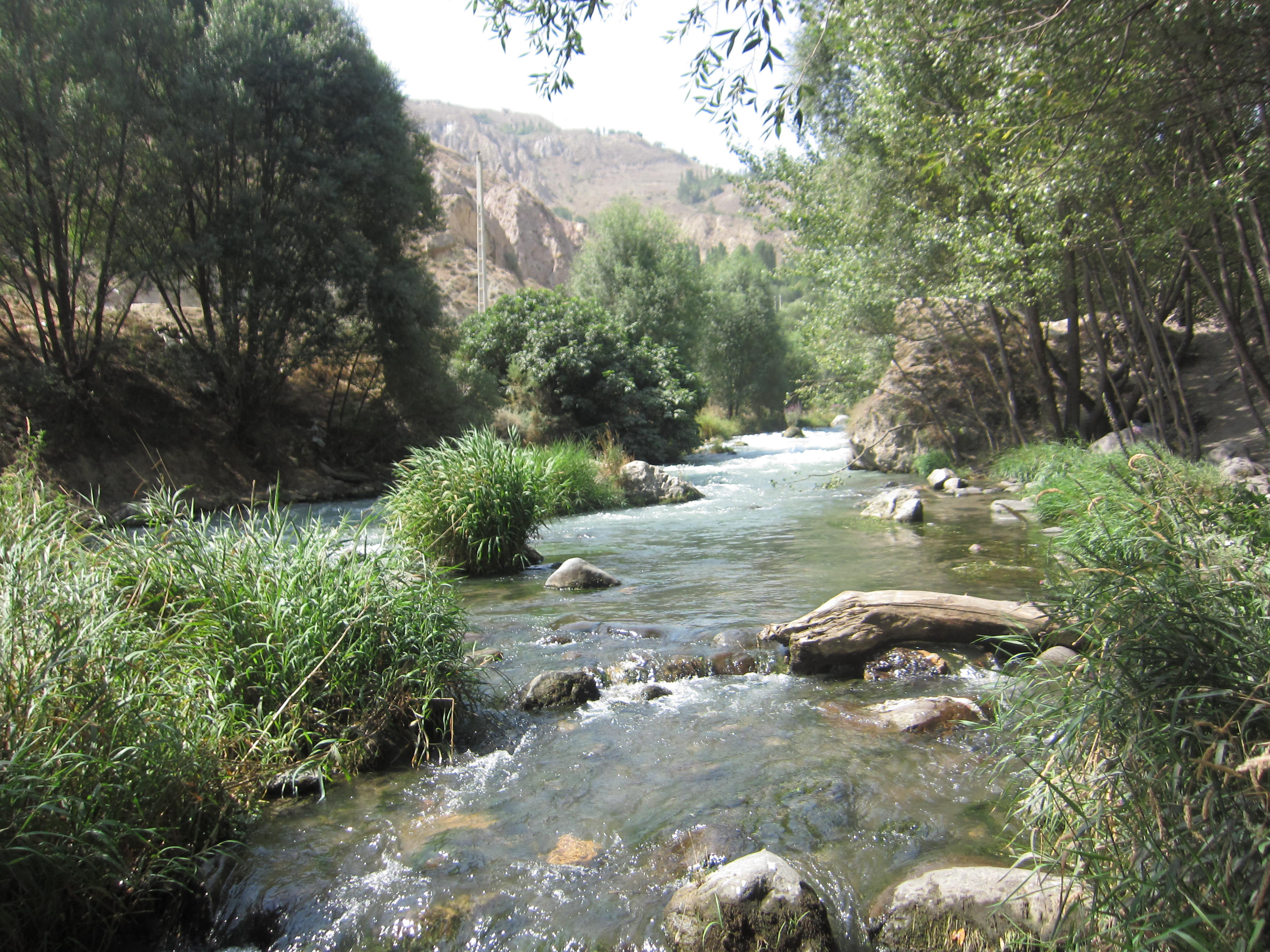
رود هراز

آبگرم لاریجان، آب معدنی قلابن، استراباکو، آمولو، اسک، آب آهن آب فرنگی لاریجان، آب معدنی گرو کلرد، چشمه لهرا
- غارها

غار اسک، غار روستای گرنا، غار امیری، غار الیاس تنگه و غار گل زرد
از جاذبه‌های دیگر آمل می‌توان به پارک دهکده طلایی، دشت شقایق، دشت دژمار امیری، شکارگاه‌های لاسم و امیری، شکارگاه لار، منطقه تیراندازی ممنوع رزن، روستای خوشواش، منطقه چلاو و ارتفاعات و ییلاق‌های لاریجان اشاره کرد.

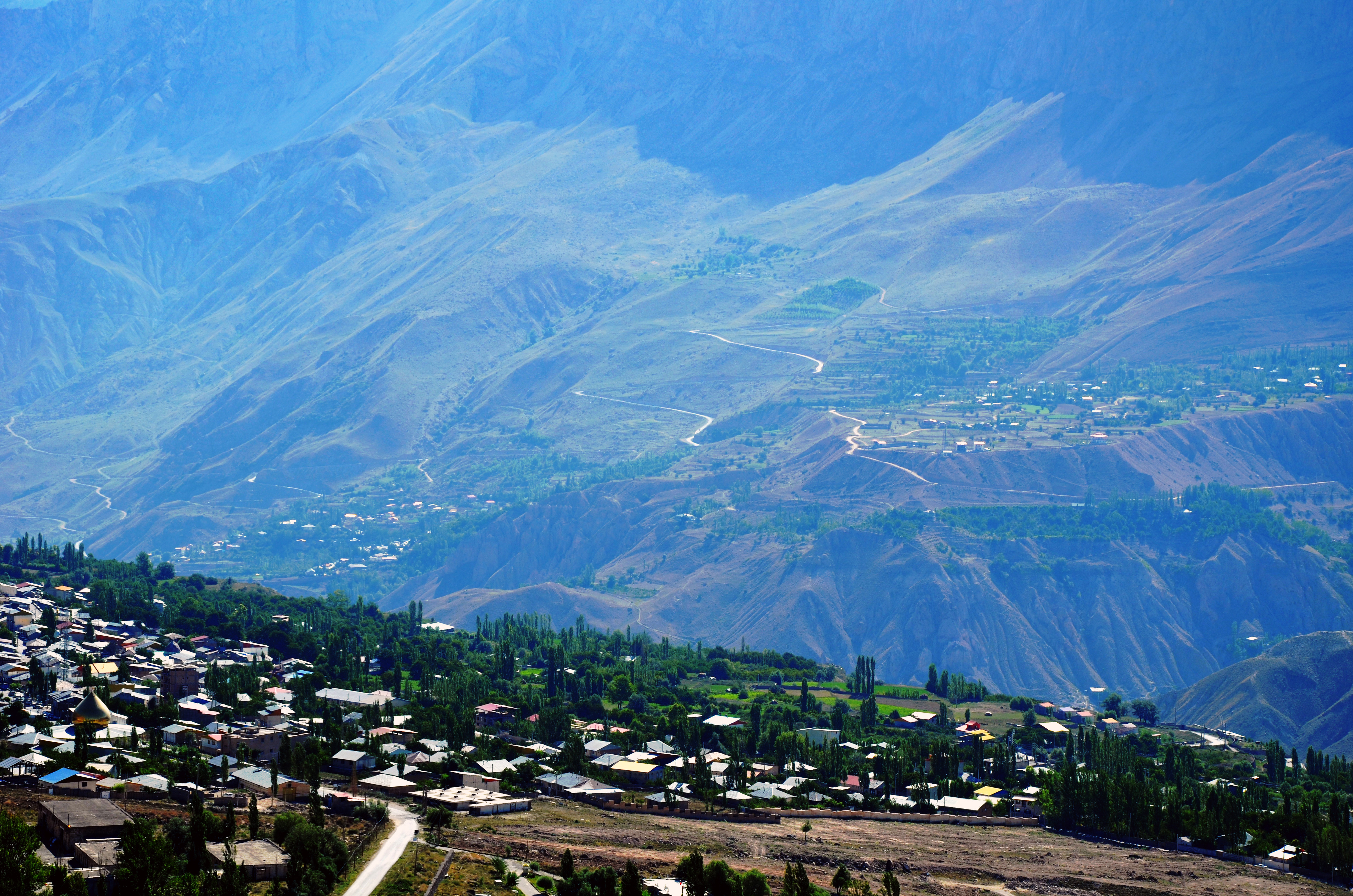
طبیعت شهر رینه

## تاریخ

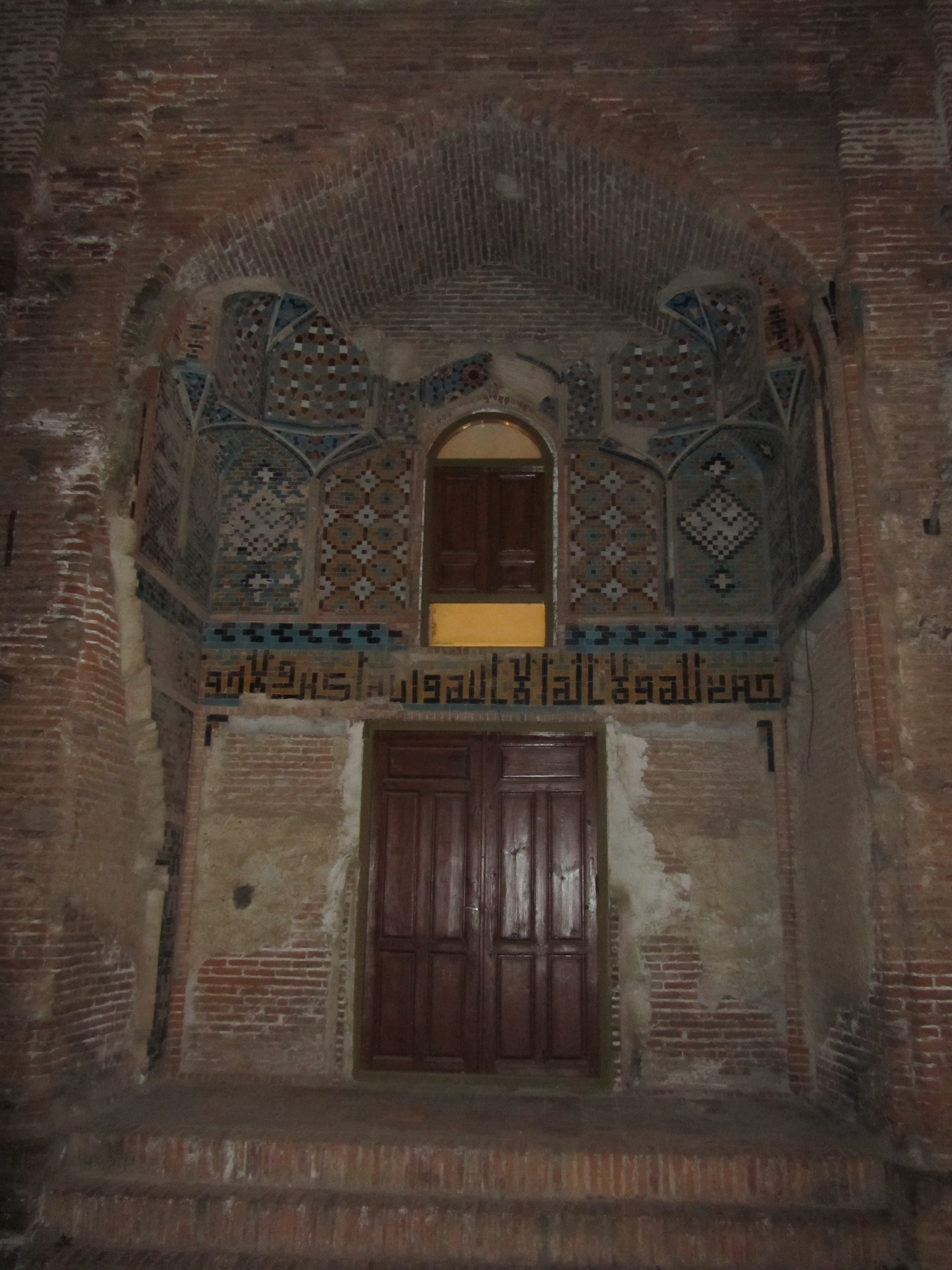
درب ورودی مقبره میر بزرگ با نوشته‌های کوفی، در شب

شهر آمل از شهرهای بسیار قدیمی ایران در استان مازندران است. ابن خردادبه: «از زمان پادشاهی فریدون تا زمان بهرام گور آمل پایتخت دنیای مسکون بود». حمدالله مستوفی بنای شهر را به طهمورث پادشاه پیشدادی نسبت می‌دهد. شهر آمل یک شهر توریستی و زیبا در قلب شمال کشور است.
فردوسی از آمل چنین ذکر کرده‌است:
از آمل گذر سوی تمیشه کرد نشت اندر آن نامور پیشه کرد
از آمل همه بندگان تواند به ساری پرستندگان تواند
چنین تا به شهر بزرگان رسید ز ساری و آمل به گرگان رسید
یا راوی این چنین ذکر می‌کند:
رسیدم به آمل شهر هفت رنگ همه شاعر و عارف و مرد جنگ
بزرگان ایران زمین و بزرگان شهیر ز میر حیدر فخر رازی و ابن جریر
در تاریخ طبرستان ابن اسفندیار کاتب (تألیف ۶۱۳ ه-ق) چنین آورده‌است: «در قباله‌های کهن مذکور است که معنی آمل به واژه طبری آهوش است وهش وهل مرگ را گویند و کنایه از این است که تو را هرگز مرگ مباد».
در کتاب راهنمای شمال فرخ عفاری در تاریخچه آمل چنینی آورده‌است:
خسرو پرویز آمل را توسعه داد از آن به بعد این شهر مدت‌ها مقر حکومت و پایتخت حکام محلی مازندران بود.
مازیار به امر محمد ابن موسی نماینده مأمون این شهر را ۸ ماه محاصره کرد و سرانجام فتح و بعد از تصرف شهر دستور خراب کردن دیوارهای آن را صادر کرد اما بعد پشیمان شد.
اصطخری در کتاب مسالک و ممالک چنین آورده‌است: «و از همه طبرستان ابریشم بسیار خیزد خاصه به آمل»
ابن حوقل چنین نوشته: «آمل از قزوین بزرگتر و بسیار پرجمعیت تر بود».
ابن اسفندیار (۶۱۳ه-ق) آمل را بازار جهانی روزگار خود معرفی و ذکر کرده بود.
ابن راوی در کتاب خود آمل را بزرگتر از اصفهان و قزوین می‌خواند.
بعضی از مورخان و جغرافی نویسان سابقه آمل را به دورهْ پیشدادیان و کیائیان نسبت داده‌اند و آثار آمل را به مادها نسبت داده‌اند.. احتمالاُ مردم آمل در زمان حکومت مهدی خلیفهْ عباسی، به دین اسلام گرویدند و بعد از آن بناهای اسلامی در آنجا ساخته شد. اوایل قرن هفتم حسام الدین اردشیر مرکزیت را از ساری به آمل آورد و قصر خود را در آنجا برپا داشت. در سال ۷۹۵ هـ. ق امیر تیمور گورکانی آمل و ساری را غارت کرد و فرمان قتل‌عام ساکنین آن‌ها را صادر کرد و سه قلعهْ مهم از جملهُ ماهان سرُ را با خاک یکسان کرد. از آن پس آمل روبه ویرانی نهاد. آمل جدید در جوار شمال آمل قدیم بنا شده‌است.
ابن اسفندیار آملی، مؤلف کتاب تاریخ طبرستان نام شهر آمل را برگرفته از نام دختری افسانه‌ای به نام آمله می‌داند که دختر یکی از امیران دیلمی و همسر فیروزشاه، حاکم بلخ بوده‌است.
آمل در قدیم شهری آباد، وسیع و پرجمعیت بود. ابوالفضل بیهقی، در کتاب تاریخ خود در فصل حرکت مسعود غزنوی با لشکریانش به آمل، این شهر را چنین توصیف می‌کند: «و امیر به شتاب براند و به آمل رسید روز آدینه ششم جمادی‌الاولی، و افزون پانصد و ششصد هزار مرد بیرون آمده بودند؛ مردمان پاکیزه‌روی و نیکوتر، و هیچ‌کدام را ندیدم بی‌طیلسان شطوی یا توزی یا تستری یا ریسمانی… و گفتند عادت این است… و من که بوالفضلم پیش از تعبیه لشکر در شهر رفته بودم، سخت نیکو شهری دیدم، همه دکانها درگشاده و مردم شادکام» در قرن پنجم وقتی با همت خواجه نظام‌الملک طوسی، وزیر کاردان و با کیاست سلجوقیان و صاحب کتاب معروف سیاست‌نامه (سیرالملوک)، قرار شد مدارسی به سیاق دانشگاه‌های امروزی به نام نظامیه در شهرهای بزرگ جهان آن روز از جمله بغداد، دمشق، بلخ، نیشابور و بخارا تأسیس شود آمل از جمله شهرهایی بود که در کنار شهرهای فوق صاحب نظامیه گردید، و از این رو آن را هفت شهر می‌نامند و هرودت می‌گوید:مردم آریایی هزاران سال پیش از میلاد مسیح در آمل سکنی گزیده‌اند.
در سال ۱۳۷۶ محمودآباد از شهرستان آمل جدا شد و تاریخچه
شهرستان محمودآباد به آمل بر می‌گردد
در گذشته آمل که به عنوان ام القری به معادل فارسی کلانشهر مازندران بود دارای چند شهر کوچک مانند مامطیر، ناتل، پای دشت، عین الهم، میله، تمیشه، هلاون، قلعه کش، ونه بن، تریجی، چلاو، دابو، اهلمرستاق، دیابار و لاریجان بود.

## مشاهیر

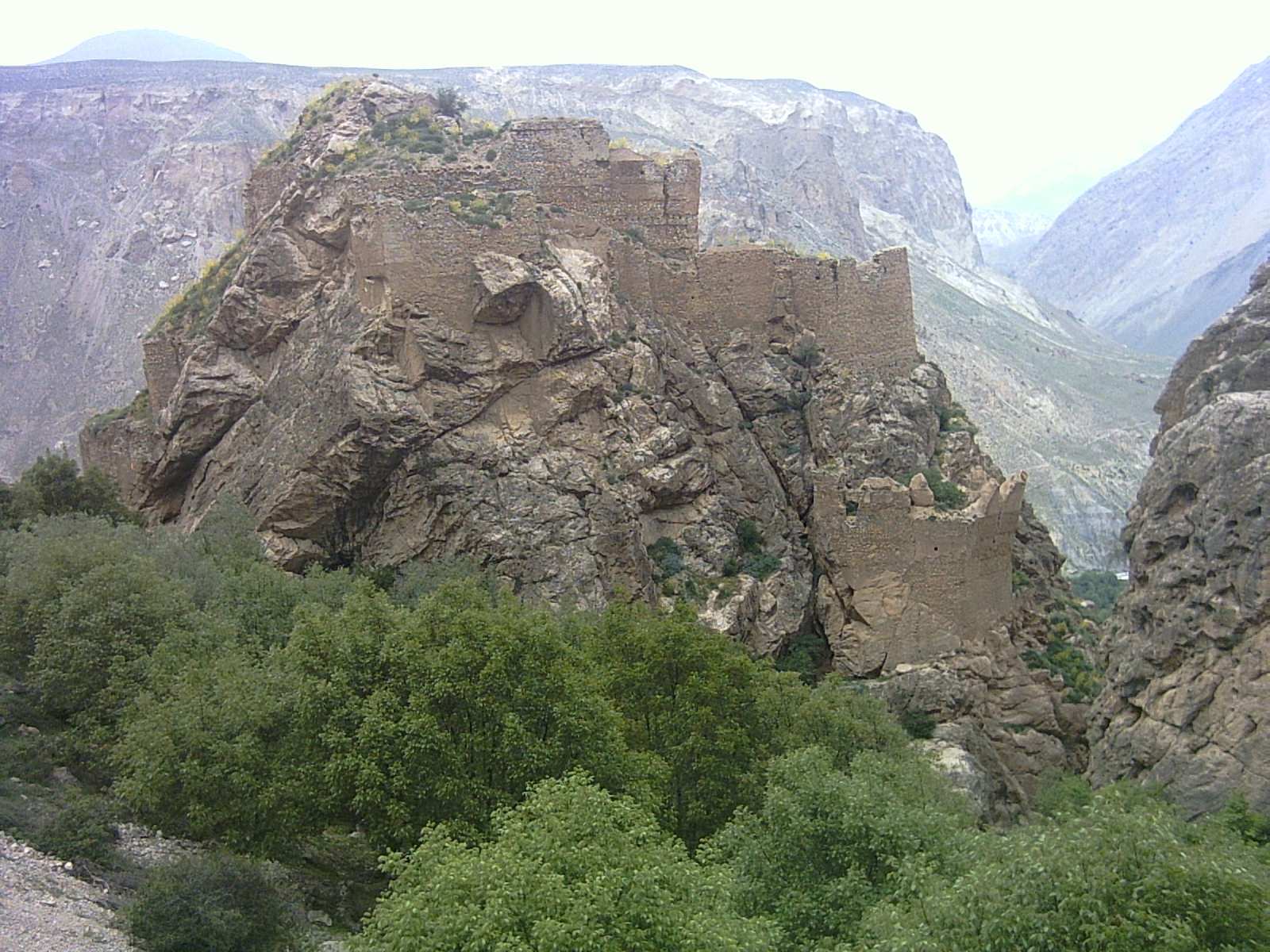
قلعه ملک بهمن

محمد بن جریر طبری، میر حیدر آملی، ابن ربن طبری، محمد بن محمود آملی، سراج قمری، ابن اسفندیار آملی، اولیاءالله آملی، طالب آملی، جواد فاضل، ملا علی کنی، میرزا هاشم آملی، سلطان‌العلماء آملی، حسن حسن‌زاده آملی، عبدالله جوادی آملی حاسب طبری، ایرج میرزا، ابوسهل بیژن کوهی، ابن فرخان طبری، عماد طبرسی، یحیی بن ابی منصور، محمدتقی دانش‌پژوه، احمد مشیرالسلطنه، صوفی مازندرانی، جواد فاضل لاریجانی، فریدون، آرش کمانگیر، عبدالقادری گیلانی آملی، فخر رازی طبرستانی، لطف‌الله حسنی لاریجانی، سید ابوالحسن شمس‌آبادی، علی لاریجانی، باقر لاریجانی، محمد تقی آملی، ابو عبدالله ناتلی، مؤید بالله آملی، محمد محمد آملی، سید محمدعلی داعی‌الاسلام، صوفی مازندرانی، محمد بن جریر بن رستم طبری، عبدالحسین نوایی، عبدالله احمدیه، هبه الله لالکایی، ابراهیم خواص، عماد طبرسی، میرزا ابراهیم مازندرانی، ابوالعباس قصاب آملی، خلیل بن بکر آملی، علی اقبال، ابوالقاسم فرسیو، اولیاءالله آملی، عزالدین آملی، عبدالحسین نوایی، اسدالله مشارالسلطنه، مهدی کی‌نیا، عمادالدین طبری، اسماعیل خواجویی، خلیفه مازندرانی، محمد شریف العلماء مازندرانی، سید رضی لاریجانی، دیواره‌وز، النقوری، بیدل کرمانشاهی، ابن قاص، حماد طبری، رکن الدین آملی، مولانا زمانی، علی بن محمد یزدادی، ابراهیم خواص، فرهنگ شریف، ایرج جمشیدی، مسعود منفرد نیاکی، مجید آهی، کاظم آملی، عباس امیری مقدم، مهدی پرتوی آملی، مهستی بحرینی، ایرج ملک‌پور، قاسم رضایی، محمد بن ایوب طبری، شمس‌الادبا، عزالدین آملی و چندین تن از اهالی سرشناس این منطقه هستند و لازم است ذکر شود که آمل معروف به پایتخت مشاهیر می‌باشد.

## فرهنگ و مراسم‌ها
از نظر شعر، ادب، هنر، خطاطی، تاریخ، سیاست، فقه، تفسیر و فلسفه مشاهیر زیادی از این شهر برخاسته‌اند. آمل از فرهنگ و تمدن بسیار کهن و اصیل آریایی برخوردار است و به دلیل داشتن این تمدن باستانی و دیرینه مراسم‌های باستانی و به دلیل علاقه به دین و مذهب مراسم مذهبی بس با شکوهی در این دیار کهن برگزار می‌گردد، پس از گرویدن مردم آن به اسلام، برخی از مراسم باستانی بسته به فرهنگ مردمان مختلف مازندرانی با آداب اسلامی درآمیخته و بنابراین شیوه اجرای آن در هر روستا با روستای دیگر متفاوت است.

### تیرماسیزه‌شو
تیرماسیزه شو یا تیرگان یکی از جشن‌های ایرانی در روز تیر از ماه تیر برابر با سیزدهم تیرماه است. عده‌ای این جشن را در روزهای دیگر و از جمله در دهم تیر برگزار می‌کنند که به اعتقاد استادان ایران‌شناس نادرست است. جشن همه ساله در کوه دماوند، آمل انجام می‌شود و همه ساله توسط زرتشتیان ایران در بیشتر شهرهای جهان و ایران نیز برگزار می‌شود.

### ورف چال
از آیین‌های قابل توجه و در عین حال منحصربه‌فرد مازندران که مراسمی ملی هم به‌شمار می‌رود در ارتباط با آب، مراسم ورف چال روستای اسک واقع در جاده هراز است. این رسم قدیمی، و باستانی بسیار جالب، در یکی از روزهای جمعه در فاصله اول تا پانزدهم اردیبهشت ماه هرسال و زمانی که آخرین برف‌های زمستانی منطقه در حال ذوب شدن است، انجام می‌شود. زمان اجرای این مراسم قبلاً از طرف بزرگان محل که وظیفه هدایت و راهنمایی مردم و جوانان را دارند به اطلاع عموم می‌رسد. در روز مشخص، کلیه مردان محل برای انجام مراسم ورف چال واقع در دامنه کوه دماوند پس از صرف صبحانه، با برداشتن غذای ظهر و بساط و میوه و چای ار روستا خارج می‌شوند. طبق رسم، صبح زود تمام مردان باید از روستا خارج شوند و دیگر حق بازگشت به خانه را ندارند. با خروج مردان، تمام امور روستا در این روز در دست زن‌های محل است. زنان با اجتماع در مساجد و نقاط عمومی روستا، به اجرای برنامه‌هایی مانند:عروس و داماد، شاه و وزیربازی، سنگ بازی و سایر بازی‌ها و سرگرمی‌های محلی می‌پردازند و از ورود هر مردی به داخل روستا جلوگیری می‌کنند. درصورتی که مردی به تذکر و اخطار زنان توجه نکند و داخل روستا شود به شدت با چوب زنان تنبیه می‌شود. مردان روستا نیز پس از رسیدن به محل ورف چال، اقدام به جداکردن قطعات برف از کوه می‌کنند و هرکس به اندازه توانش مقداری از آخرین برف زمستانی را داخل چاه بزرگ می‌ریزد. به اعتقاد اهالی روستای اسک، این چاه را شخصی به نام سیدحسن ولی حفر کرده و مقبره او در روستای نیاک، محل زیارت اهالی منطقه‌است. باپرشدن چاه از برف و پوشاندن درآن، مردان به صرف ناهار، چای و میوه در اطراف چاه می‌پردازند. در پایان مراسم، مردان روستا پس از نماز، دعا و شکر الهی، به روستا برمی گردند. مراسم ورف چال یا چاه برف، ریشه در مبارزه با کم‌آبی برای مسافران و دام‌ها در فصل تابستان دارد. ازآنجایی که این منطقه درگذشته یکی از مناطق دامداری محسوب می‌شد، دامدارها برای تأمین آب مورد نیاز دام‌ها و نیز اهالی درفصل تابستان که برف‌های روی کوه آب می‌شد اقدام به ذخیره کردن برف در این چاه می‌کردند تا در موقع کم‌آبی، آب مورد نیاز خود و دام‌ها را تأمین کنند. امروزه منطقه اسک اهمیت گذشته خود از نظر پرورش دام را از دست داده‌است ولی اجرای این سنت قدیمی همچنان توسط اهالی روستا با شور و شوق انجام می‌شود.

### کشتی لوچو
کشتی لوچو از کشتی‌های محلی استان مازندران است و در گذشته در مراسم عروسی اجرا می‌شد. امروزه در بعضی از نقاط استان این کشتی همه ساله در تابستان بعد از وجین شالی، هنگام فراغت کار روستاییان، انجام می‌شود. در ایام دیگر مانند اعیاد مذهبی و ملی نیز کشتی لوچو برگزار می‌شود و جایزه برنده یک راس گاو است که توسط اهالی خریداری می‌شود. برای مسابقه دو نفر از کشتی گیران با تجربه به عنوان داور انتخاب می‌شوند در این کشتی هر گونه ضربه زدن به بدن یا سر حریف، گرفتن انگشت دست، سرچنگک و ضربه زدن به کتف و گرفتن گوش، خطا محسوب می‌شود. کشتی‌گیری که در این دو هفته تمام حریفان را شکست دهد، برنده مسابقه‌است. در طول برگزاری مسابقه ساز و دهل نیز نواخته می‌شود تا شور و هیجان بیشتری به مسابقه بدهد.

### مارمه
هنگام تحویل سال افراد خانواده دور سفره یا مشابه آن هفت سین که با ظرافت و سلیقه خانم خانه چیده شده می‌نشینند و در حالیکه پدر خانواده دعای تحویل می‌خواند منتظر سال نو می‌شوند. در گذشته که امکانات ارتباطی مانند رادیو و تلویزیون نبود با تیراندازی یا گفتن اذان سال جدید را به همه اعلام می‌داشتند. بعد از اینکه سال نو شد کسی (معمولاً بچه‌ها) که به عنوان مادرمه (مارمه) انتخاب شده با مجمعی که در ان قرآن، آیینه، اب، سبزه و شاخه‌های سبز جوان قرار دارد وارد خانه می‌شود چهارگوشه اتاق‌ها را آب می‌پاشد قرآن را کنار سفره هفت سین می‌گذارد و شاخه‌های تازه سبز شده و دارای شکوفه (معمولاً از درخت گوجه سبز) را به این نیت که سال سرسبز و خوش و خرمی برای خانواده باشد، جلوی در اتاق آویزان یا روی طاقچه اتاق می‌گذارد. در این روز مادر خانه، غذای عید، سبزی پلو با مرغ یا گوشت درست می‌کند. علاوه بر آن بعضی هم غذایی به عنوان خیرات برای اموات می‌برند و بین مردم پخش می‌کنند.

### چلیک مارکا
بازیکنان به دو گروه تقسیم می‌شوند. برای بازی دو تکه چوب یا چلیک و و چوب بزرگ یا مارکا نیاز دارند. ابتدا گروه اول، چوب کوچک را روی گودالی قرار می‌دهند سپس با چوب بزرگ به زیر چوب کوچک کی زنند و آن را به طرف بالا پرت می‌کنند. چوب هر یک از بازیکنان که مسافت بیشتری را طی کند، آن گروه برنده می‌شود افراد بازنده باید به برندگان سواری بدهند.

### علم گردانی و نخل گردانی
علم گردانی و نخل گردانی از قدیمی‌ترین سنت ایرانی و مازندران است که همه ساله در تمامی مناطق مازندران و آمل انجام می‌شود.

### نوروزخوانی
نوروزخوانان معمولاً پانزده روز قبل از فرارسیدن عید نوروز به داخل روستاها می‌آیند وبا خواندن اشعار در مدح امامان و ترانه‌های محلی، طلیعه سال نو را به آن‌ها مژده می‌دهند.
نوروز خوانان چند نفر هستند که یک نفر اشعار را می‌خواند، یک نفر ساز می‌زندو ونفر دیگر که به آن کوله کش (بارکش) می‌گویند به در خانه‌های مردم می‌روند ومی خواند:باد بهارون بیمو/نوروز سلطون بیمو/مژده دهید به دوستان /گل به گلستون امد/بهار آمد بهار آمد خوش آمد /علی با ذولفقار آمد خوش آمد، /نوروزتان نوروز دیگر/شمارا سال نو باشد مبارک. صاحب خانه با دادن پول، شیرینی، گردو، تخم مرغونخود و کشمش از آنان پذیرایی می‌کند.

### دیگر مراسمها
از دیگر مراسم می‌توان به خرج دادان امام حسین، سفره ابوالفضل، شب‌نشینی‌ها، مراسم داندان سری، ولیمه، مراسم بین شهری اشاره کرد.

## موسیقی
موسیقی منطقه آمل در قالب مناطق مرکزی شمال ایران بررسی نمود از همین رو تقریباً همه نغماتی در مناطق مرکزی شمال ایران رایج است در این منطقه مورد استفاده قرار می‌گیرد که از مشهورترین آن‌ها نجوا و امیری خوانی و گهره سری و مازندرانی خونش و طالبا است. شهرهای طالبا و امیری و لاره از شعرهایی هستند که با سوز خوانده می‌شود و بر روی شنونده تأثیر خاصی می‌گذارد. نوروز خوانی سنت اصیلی است که اولین منطقه قبل از اسلام در آمل اجرا شد و بعدها به جاهای دیگر مازندران و ایران گسترش یافت و بعد از اسلام این اشعار این نو خواندن با مدح و منقبت ائمه در هم آویخت و از این شکل قدیمی حیث اشکالی نو یافت.

## غذاهای محلی
شکم پر آملی، کتلت، کته آملی، پلو زعفرانی، خورش مرغ ترش، اردک جوجه، سبزی‌پلون، از خاتون، اسفناج پته از مهم‌ترین غذاهای محلی و ملی آمل هستند.

## سوغات
برنج، مرکبات، مربا، ترشی، گردو، گیلاس، فرش، زیتون، ماهی، گل، معرق، منبت، سفال و گلیم از جمله مهم‌ترین سوغات آمل هستند. همچنین عسل طبیعی از قله دماوند و لار، سیب، کیوی، شیرینی‌های محلی مانند آب‌دندان، اغوزکناک، ساقه‌عروس، نان کوهی و غذاهای محلی که بین‌المللی شده‌اند از جمله سوغات مهم آمل هستند.

## موقعیت جغرافیایی آمل
شهر آمل واقع در جلگه مازندران و طرفین رود هراز با بلندای ۷۶ متر از گستره دریا در ۵۲ درجه و ۲۱ دقیقه بلندای شرقی و ۲۶ درجه و ۲۵ دقیقه عرض شمالی و در فاصله ۷۰ کیلومتری غرب ساری، مرکز استان، هجده کیلومتری جنوب دریای مازندران و شش کیلومتری شمال دامنه کوه البرز و ۱۸۰ کیلومتری شمال شرقی تهران قرار دارد.

## صنایع و معادن
صنایع غذایی، صنایع نساجی، صنایع چوپ، صنایع چاپ و انتشارات، صنایع اشیای کائوچویی، کاغذ، صنایع غذایی و سنگی و صنایع غیر فلزی معدنی و صنایع چرم‌سازی از عمده‌ترین صنایع موجود در شهرستان به‌شمار می‌آیند. برنج، تره‌بار، مرکبات، سیب، گردو، گیلاس، ماهی، مواد غذایی، محصولات و کاغذی و منسوجات و لبنیات، تولیدات برقی، مصالح ساختمانی و صنایع دستی صادرات این منطقه را تشکیل می‌دهند. شهرستان آمل ۶۵٪ صنعت استان مازندران را در خود جای داده‌است.

## کشاورزی و دام داری
کشاورزی، دام‌داری و گردشگری اساس اقتصاد شهرستان آمل را تشکیل از عمده‌ترین محصولات کشاورزی شهرستان آمل می‌توان برنج، مرکبات، سیب درختی، و تره بار را نام برد. آب کشاورزی این شهرستان از رود هراز تأمین می‌شود.

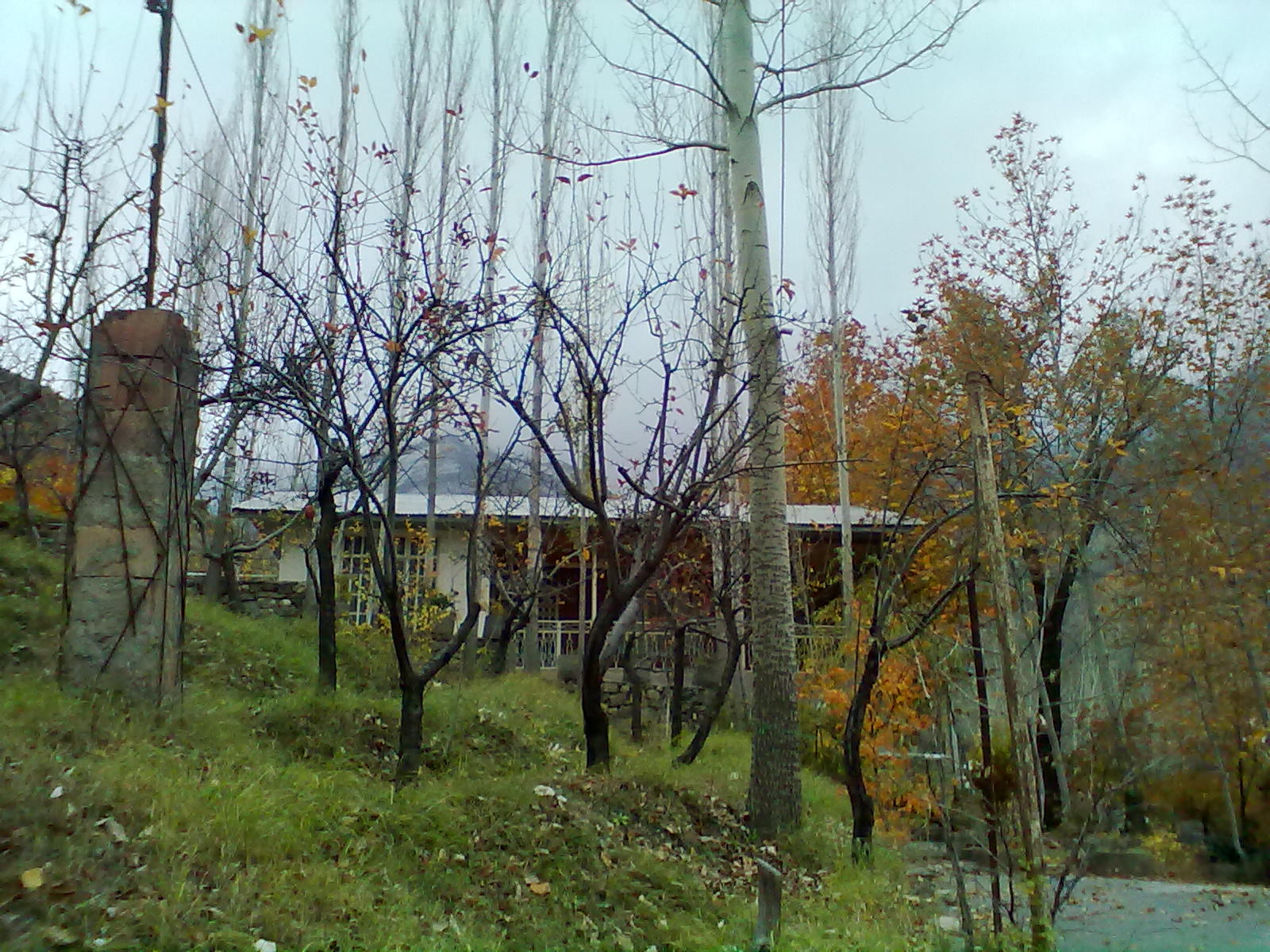
بخشی از طبیعت جاده هراز

## آب و هوا
آب و هوای شهرستان آمل نظیر سایر نقاط مازندران است؛ در تابستان‌ها گرم و مرطوب و در زمستانها ملایم. حداکثر ریزش باران در ماه آذر و حداقل آن نیز در ماه تیر است؛ و دارای آب و هوا خاص در مناطق خود می‌باشد.

## حمل و نقل
- جاده

راه باستانی بخشی از راه هراز در حوالی وانا است که آثار باستانی مربوط به راه قدیم ری به آمل در آن مشهود است همچنین قطار راه اصلی ایران که شمال را به مناطق دیگر در جنگ جهانی وصل می‌کرد از این شهر بوده و بعدها به زودی از بین رفت و به جای آن راه ورسک ساخته شد. راه شهری آمل که دارای بیشترین بلوار و بزرگراه‌های مازندران است. جاده جاده بین‌المللی هراز یکی از مهم‌ترین جاده‌های ایران بیشترین وسعتش را آمل دارا است که شهرهای دیگر را به شمال ایران پیوند می‌دهد. همچنین جاده‌های کناری مانند آمل-بابل، آمل-محمودآباد (جاده ساحلی)، آمل-فریدونکنار و آمل-نور می‌توان اشاره کرد.
- فرودگاه

فرودگاه امداد فرودگاه امداد آمل، نام فرودگاهی در آمل است، این فرودگاه به عنوان اولین پایگاه امداد نجات ایران با یک فروند هلیکوپتر آغاز به کار کرد و در حال به دو فروند هلیکوپتر افزایش یافته‌است.
- راه‌آهن

قطار سریع یا منو ریل شمال (تهران-آمل) که در سال ۹۰ به تصویب ملی رسید در حال ساخت است و تا سال ۹۹ به اتمام می‌رسد.
- اتوبوس

نه ایستگاه اتوبوس بین شهری آمل در نظر گرفته شده‌است که نقاط مختلف شهر را به یکدیگر متصل می‌نماید.
- تاکسی

سازمان مدیریت و نظارت بر تاکسیرانی آمل یکی از سازمان‌ها فعال است که در تمامی خیابان‌های آمل دو ایستگاه ویژه در نظر گرفته‌است.

### دانشگاه و مراکز آموزشی
آمل در زمان قدیم دارای هفتاد مراکز علمی بوده و تنها شهر دارای بیشترین دانشگاه قدیم یا همان نظامیه بوده‌است.
- دانشگاه تخصصی فناوری‌های نوین آمل
- مجتمع دانشکده‌های علوم پزشکی آمل (پردیس پزشکی، دانشکده پرستاری، دانشکده پیراپزشکی)
- دانشگاه شمال
- دانشگاه آزاد اسلامی واحد آیت‌الله آملی
- دانشگاه پیام نور واحد آمل
- آموزشکده فنی دختران آمل - توحید
- آموزشکده فنی پسران آمل - علامه حسن‌زاده آملی
- دانشگاه فرهنگیان مرکز آموزش عالی بیت الهدی آمل
- دانشکده علوم قرآنی آمل
- موسسۀ آموزش عالی آمل
- موسسۀ آموزش عالی سبز آمل
- موسسۀ آموزش عالی سمنگان
- موسسۀ آموزش عالی آبان هراز
- علمی کاربردی فرهنگ و هنر واحد آمل
- مرکز آموزش علمی کاربردی فذا
- مرکز آموزش علمی کاربردی آتش‌نشانی و خدمات ایمنی آمل
- پژوهشکده شمال انستیتو پاستور ایران
- موسسۀ تحقیقات برنج کشور
- مرکز ترویج و توسعه تکنولوژی هراز

## مدارس
مدرسه امام خمینی آمل یکی از مهم‌ترین مدرسه‌ها و قدیمی‌ترین مدارس ایران است که معماری آن به دست آلمانی‌ها ساخته شده‌است. از جمله مدارس‌های قدیمی می‌توان به مدرسه‌های قدیمی در آمل قدیم (بازارچه) یا پایین بازار و کاخ چایی که بعدها به مدرسه تبدیل شد و مدارس هوشمند فعلی و مجهز اشاره کرد.

## ورزش
آمل از شهرهای ورزشی و مشهور کشور است که سنت ورزشی آن والیبال، کشتی، بسکتبال و بدمینتون و رزمی است. اما هر ساله در ورزش‌های فوتسال، تنیس، اسکواش، پینت بال، اتوموبیل‌رانی و شطرنج در سطح کشور و منطقه مقام‌آور می‌باشد. باشگاه والیبال کاله مازندران و باشگاه بسکتبال کوچین آمل و شهرداری آمل معروفترین تیم‌های ورزشی این شهرستان است. از نظر امکانات ورزشی آمل برترین شهر مازندران است. همچنین تیم والیبال مازندران در لیگ پاسارگاد قهرمان شد و تیم به مرحله بین‌المللی رسید و تمام تیم هارا بدون شکست، شکست داد و در آن تیم چند آملی حضور داشتند.

### ورزشگاه و مجموعه‌ها
مجموعه مرعش، سالن پیامبر اعظم، نشاط، مجموعه ورزشی آدمرس، ورزشگاه شهید چمران آمل، ورزشگاه‌های شهرک‌های آمل، ورزشگاه و سالن شهید حسن‌نژاد، ورزشگاه چهل شهید، پارک و سالن بانوان، غدیر، حجاب، سالن‌های بیلیارد و بولینگ، پیست اسکیت و چند ده ورزشگاه و مجموعه دیگر و دوازده مجموعه ورزشی خصوصی، از ورزشگاه‌های رسمی آمل هستند.

## موزه‌ها

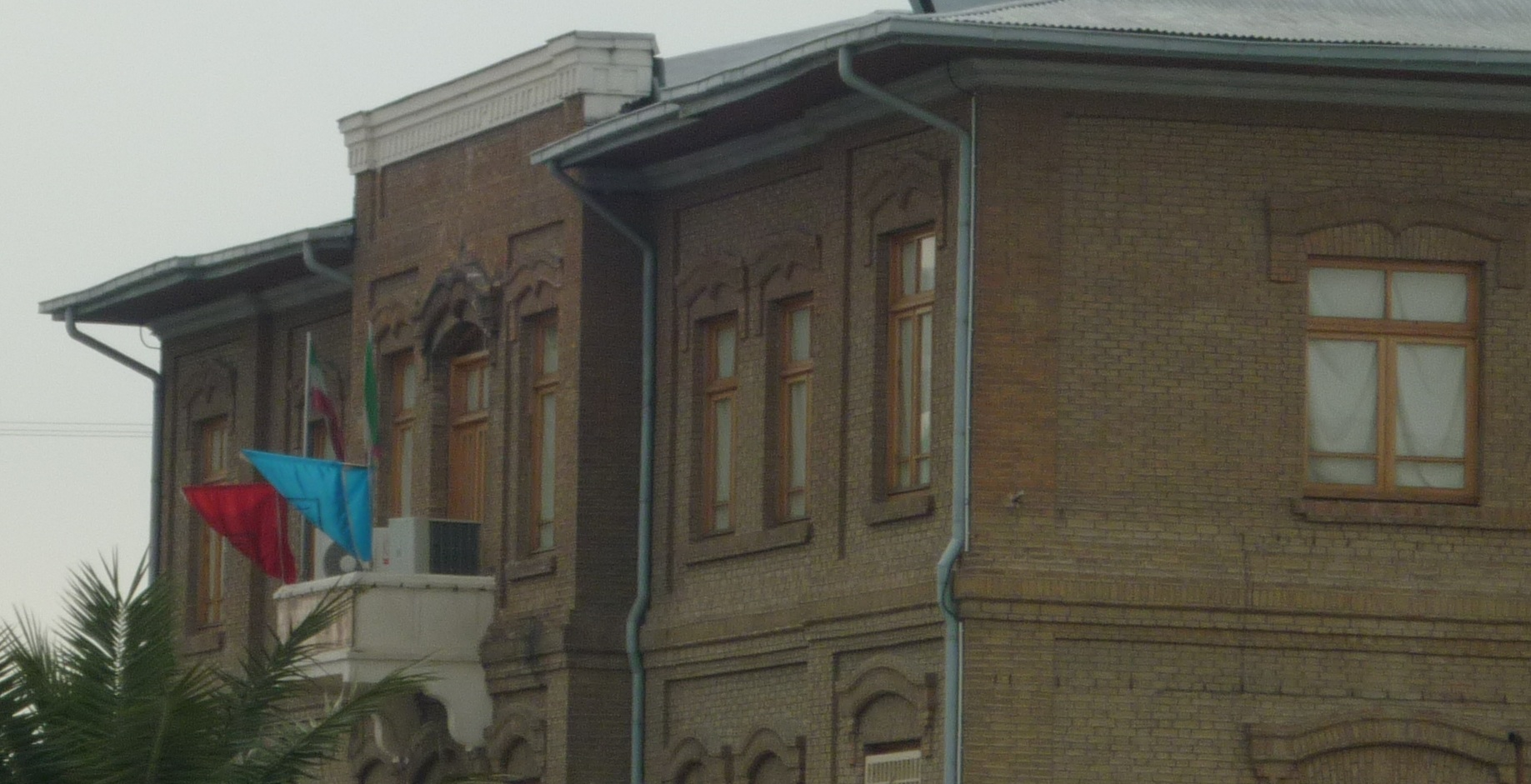
موزه تاریخ آمل

### موزه تاریخ آمل
موزه تاریخ آمل درسه طبقه و شامل گالری‌های آثار باستان‌شناسی، مردم‌شناسی و اسناد تاریخی استان مازندران است. گالری بخش اشیاء مردم‌شناسی موزه آمل نمونه‌ای از بافته‌های محلی شامل جاجیم، گلیم و نیز ظروف چوبی، ظروف مسی مانند آفتابه لگن، کاسه، سینی و ده‌ها اثر دیگر را در خود جمع آورده‌است. دربخش اسناد تاریخی این موزه، اسنادی از گزارش‌های ادارای دوران‌های مختلف از جمله در مورد زلزله و آتش‌سوزی آمل مربوط به سال‌های ۱۳۳۵ و۱۳۳۶ و نیز دست نوشته‌های شاهان دوره قاجار و مکاتبات اداری دربار قاجاریه با رؤسای حاکمان این شهرستان به چشم می‌خورد. قدیمی‌ترین دست نوشته‌های اسناد تاریخی موزه صورت اسامی علما درآمل در سال ۱۲۸۶ هجری قمری است. اما دربخش باستان‌شناسی که این بخش را از دیگر قسمت‌های موزه متمایز کرده وجود اشیاء با ارزش تاریخی است که قدمت تعدادی از این آثار به بیش از سه هزار سال قبل از میلاد مسیح می‌رسد. بخش باستان‌شناسی موزه تاریخ آمل آثاری همچون سفال، فلز، سنگ و شیشه که به جای مانده از دوران پیش از تاریخ تا زمان قاجار درمحدوده شمال کشور و نیز معرفی اشیای سفالینه از سایر استان‌های کشور وفرهنگهای تأثیرگذار و تأثیرپذیر منطقه شمال کشوراست، چشم هر بیننده‌ای را به خود جذب می‌کند. درموزه آمل یکی از بخش‌های جالب توجه که بازدیدکنندگان و محققان تاریخی را برای دقایقی بیشتر کنار خود نگه می‌دارد، ویترین‌های سکه‌ها است. موزه تارخ آمل از وجود سکه‌ها که تاریخ مصوری از خط، آداب و رسوم کهن، آرایش صورت و نوع پوشش شاهان را نشان می‌دهد، بی‌بهره نمانده و سکه‌های مربوط به دوره‌های هخامنشی، اسکندر، سلوکیان، اشکانیان، ساسانیان و دوره‌های اسلامی تا قاجار را در خود جای داده‌است.
آثار به دست آمده از کاوش‌های علمی باستان شناسان آملی در سال ۱۳۸۸ درمحوطه باستانی ' قلعه کش' آمل که مربوط به دوره مفرغ و آهن هست نیز در موزه تاریخ آمل به نمایش گذاشته شده‌است. موزه تاریخ آمل در خیابان امام رضا و در وسط دوپل معلق و۱۲چشمه که از آثار باارزش تاریخی این شهرستان محسوب می‌شود، قراردارد. این ساختمان در سال ۱۳۱۵ به عنوان اداره مالیه شهرستان آمل بنا شده وسال ۱۳۸۷ با کاربری فرهنگی در اختیار اداره کل میراث فرهنگی، صنایع دستی وگردشگری مازندران قرارگرفته و پس از مرمت و احیا بهمن ماه سال گذشته افتتاح شد.

### موزه شهدا
موزه شهدا آمل در مقبره تاریخی میر بزرگ مرعشی در آمل ساکن است که در دو طبقه مجهز است، آثار به جا مانده از شهدا وصیت‌نامه و کروکی‌ها و نقشه‌های مهم هشت سال دفاع مقدس و… در این مکان برای بازدید قرار دارد.

## سالن‌های همایش
- مجموعه اریکه آریایی
- سالن همایش‌های کاخ شهرداری
- سالن همایش علوم قرآنی
- سالن همایش شهید ملکوتی
- سالن همایش سازمان فرهنگ ارشاد
- سالن همایش کتاب

## گمرک
آمل در زمان قدیم بندرگاه بزرگی بوده‌است که این بندرگاه تجارتگاه عظیم شمال ایران بود، در گذشت زمان این بندر تبدیل به شهر محمودآباد شد. بندر دریابار و اهلم از مهم‌ترین بنادر آمل بود. تاریخچه دریابار به زمان هخامنشیان بر می‌گردد که در اثر حمله رومیان به آتش کشیده شد؛ و در حال حاضر گمرک آمل به صورت بخش سرخرودشهرستان محمودآباد که گمرک آمل است انجام می‌شود، گمرک مرکزی در شهر آمل قرار دارد و صادرات محصولات آمل در مرزهای آبی و زمینی و هوایی در شهرهای دیگر زیر نظر آمل انجام می‌شود.

## عشایر آمل
ایل الیکایی، یکی از ایل‌های پرجمعیت و مهم شهرستان آرادان، گرمسار، ورامین، فیروزکوه، دماوند و شمیرانات است که در حال حاضر، شماری اندکی از آن‌ها زندگی عشایری دارند. امروزه حدود۳۰٬۰۰۰ الیکایی در سراسر ایران زندگی می‌کنند که اکثر آنها یکجانشین شده‌اند و بخش بسیار کوچکی از این ایل به کوچ و زندگی عشایری ادامه داده‌اند. بخشی از جمعیت شهرستان آمل را ایل الیکایی تشکیل می‌دهد.
جمعیت کوچنده ایل الیکایی در بالا لاریجان آمل:
| سال          | ۱۳۸۷ خورشیدی |
| جمعیت کوچنده | ۲۷۷ (کوچرو)  |

جمعیت کوچنده ایل الیکایی در دابوی جنوبی آمل:
| سال          | ۱۳۸۷ خورشیدی |
| جمعیت کوچنده | ۶۳ (کوچرو)   |